# ریچارد سوم (نمایش‌نامه)

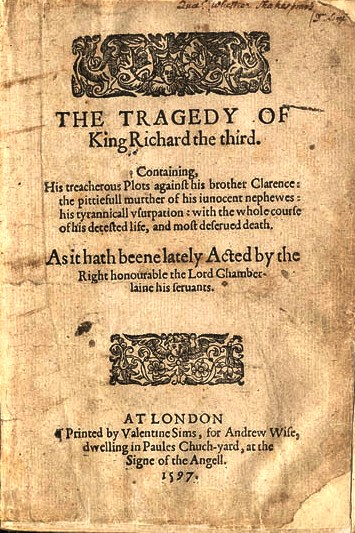
نسخه‌ای از نخستین نمایش‌نامه ریچارد سوم، به سال ۱۵۹۷ میلادی

ریچارد سوم (Richard III) نمایش‌نامه‌ای تاریخی اثر ویلیام شکسپیر است که داستان تراژیک به قدرت رسیدن شاه ریچارد سوم و سقوط وی را به پرده می‌کشد. به روایت شکسپیر وی مردی بدقیافه، گوژپشت، حیله‌گر و خشن و برادر پادشاه وقت از دودمان پلانتاجنت است که با خود عهد کرده به هر قیمتی شده صاحب تاج و تخت شود. نمایش‌نامه ریچارد سوم، پُرشخصیت‌ترین نمایش درمیان نمایش‌نامه‌های شکسپیر است و ماجراهای آن در اواخر سده شانزدهم میلادی براساس نحوه ظهور و سقوط شاه ریچارد سوم نوشته شده‌است.
در نمایش‌نامه، ریچارد سوم برای رسیدن به تاج و تخت، برادرزاده‌های خود را که ملقب به «شاهزاده‌های برج» بودند به قتل می‌رساند. این شاهزاده‌ها تنها پسران ادوارد چهارم و در زمان مرگ پدرشان ۹ و ۱۲ ساله بودند.

## انتقادات
برخی منتقدان می‌گویند که روایت ویلیام شکسپیر از ریچارد سوم تحت تأثیر تبلیغات خاندان تودور بود که بعد از کشته شدن ریچارد سوم به قدرت رسیدند و می‌خواستند با بدنام کردن پادشاه سابق به حکومت خود مشروعیت بیشتری بدهند. برخی نیز شکسپیر را متهم می‌کنند که با این نمایش‌نامه به استحکام خاندان تودور بر تخت سلطنت کمک کرده‌است.

یک اسب!، یک اسب! تمام پادشاهی‌ام برای یک اسب!»
فرازهایی از جملات پایانی نمایش‌نامه ریچارد سوم، که لحظاتی پیش از مرگ ریچارد سوم را در لحظه‌ای که اسب خود را از دست داده و فریاد کمک سر می‌دهد و برای نجات جان خود حاضر به معاوضه همه پادشاهی‌اش با فقط یک اسب می‌شود، اما دیگر کمکی نیست و وی در همان‌جا به طرز فجیعی کشته می‌شود.

## به فارسی
رضا براهنی و امیرعباس حیدری و میر شمس‌الدین ادیب سلطانی و عبدالله کوثری هر یک ترجمه‌ای از این نمایشنامه به فارسی دارند.